# Guy Ngosso
Guy Adolphe Ndosso Massouma (Douala, Camerún, 11 de enero de 1985), futbolista camerunés. Juega de volante.

## Clubes
| Club                | País    | Año       |
| ------------------- | ------- | --------- |
| CS Sedan            | Francia | 2003-2006 |
| CS Louhans-Cuiseaux | Francia | 2006-2008 |
| FC Rouen            | Francia | 2008-2012 |